# ادان گوردیل
ادان گوردیل (انگلیسی: Adán Gurdiel؛ زادهٔ ۱۴ دسامبر ۱۹۹۳) بازیکن فوتبال اهل اسپانیا است.
از باشگاه‌هایی که در آن بازی کرده‌است می‌توان به باشگاه فوتبال پومفرادینا اشاره کرد.